# Жуненко, Сергей Николаевич
Серге́й Никола́евич Жуне́нко  (13 мая 1970, Талгар, Казахская ССР, СССР) — советский, казахстанский и российский футболист, полузащитник и защитник.

## Карьера
Родился в Талгаре. До 15 лет занимался у Хаджимурата Ибрагимова, начал привлекаться в юношескую сборную Казахстана. В 15 лет, будучи учеником восьмого класса, переехал в Алма-Ату, где заканчивал школу в республиканском спортинтернате. В 16 лет перешёл в дубль «Кайрата».
После распада СССР, в 22 года, перешёл в луганскую «Зарю».
В 1993 году перешёл в волгоградский «Ротор», где добился своих самых больших успехов: стал бронзовым и серебряным призёром Чемпионата России, а также принимал участие в матчах Кубка УЕФА и Кубка Интертото. Вызывался в сборную Казахстана.
После завершения карьеры футболиста работал тренером в воронежском ФСА, тренировал детей в частной школе.

## Статистика

### Статистика выступлений в высшем дивизионе
| Команда            | Сезон     | Уров. | Игры | Голы |
| ------------------ | --------- | ----- | ---- | ---- |
| Заря-МАЛС          | 1992      | I     | 11   | 1    |
| Ротор              | 1992      | I     | 4    | 0    |
| Ротор              | 1994      | I     | 27   | 0    |
| Ротор              | 1995      | I     | 25   | 0    |
| Ротор              | 1996      | I     | 16   | 0    |
| Ротор              | 1997      | I     | 23   | 0    |
| Ротор              | Итого     | Итого | 95   | 0    |
| Шахтёр (Донецк)    | 1997/1998 | I     | 11   | 0    |
| Шахтёр (Донецк)    | 1998/1999 | I     | 8    | 0    |
| Шахтёр (Донецк)    | Итого     | Итого | 19   | 0    |
| Металлург (Донецк) | 1999/2000 | I     | 3    | 1    |
| Всего              | Всего     | Всего | 128  | 2    |

### Статистика выступлений в сборной
| Матчи и голы Жуненко за сборную Казахстана | Матчи и голы Жуненко за сборную Казахстана | Матчи и голы Жуненко за сборную Казахстана | Матчи и голы Жуненко за сборную Казахстана | Матчи и голы Жуненко за сборную Казахстана | Матчи и голы Жуненко за сборную Казахстана |
| ------------------------------------------ | ------------------------------------------ | ------------------------------------------ | ------------------------------------------ | ------------------------------------------ | ------------------------------------------ |
| №                                          | Дата                                       | Оппонент                                   | Счёт                                       | Голы                                       | Соревнование                               |
| 1                                          | 14 июня 1996                               | Катар                                      | 1-0                                        | -                                          | Отборочные матчи Кубка Азии 1996           |
| 2                                          | 21 июня 1996                               | Сирия                                      | 0-2                                        | -                                          | Отборочные матчи Кубка Азии 1996           |

Итого: 2 матча / 0 голов; 1 победа, 0 ничьих, 1 поражение.

## Достижения
- Серебряный призёр чемпионата России: 1997.
- Серебряный призёр чемпионата Украины: 1997/1998, 1998/1999.
- Бронзовый призёр чемпионата России: 1996.
- Бронзовый призёр первой лиги СССР: 1989.
- Финалист Кубка России: 1995.
- Финалист Кубка Интертото: 1996.